# 雙仙拜月亭
雙仙拜月亭，唐滌生編撰的名劇，改編自五大傳奇之一的拜月亭，歷來由各大劇團名伶演出，均大受觀眾歡迎，歷久不衰。

## 影視作品
1958年香港東方影片公司以彩色攝製該劇，並由何非凡、吳君麗、梁醒波、麥炳榮、陳好逑、白龍珠、馬笑英等擔綱演出。

## 音樂作品
1959年香港娛樂唱片公司曾以該劇灌製長篇粵曲，由何非凡、陳鳳仙、陳好逑、白龍珠、簡耀佳、梅欣等演唱。